# Taylor Caldwell
Janet Miriam Holland Taylor Caldwell, también conocida por sus seudónimos Marcus Holland, Max Reiner y J. Miriam Reback (Mánchester, Inglaterra, 7 de septiembre de 1900 - Greenwich, Connecticut, Estados Unidos, 30 de agosto de 1985) fue una popular novelista.

## Biografía
La propia Janet escribió su autobiografía: Sobre crecer duro: una memoria irreverente (1973). Nació en Mánchester, Inglaterra, el 7 de septiembre de 1900. Su padre —de ascendencia escocesa— fue un dibujante ilustrador de libros y revistas que en 1907 emigró con su familia a los Estados Unidos, estableciéndose en Buffalo, New York. 
En una de las entrevistas que concedió, contó que nunca tuvo infancia ni adolescencia. Sus padres la pusieron en un colegio cuando tenía sólo cuatro años de edad. No recordaba ninguna demostración de afecto por parte de ellos, pero creía que esto a larga le sirvió para formar su carácter. A los ocho años comenzó a escribir historias, que también ilustraba. La primera fue un cuento de hadas, espeluznante y con muchas ilustraciones. Su padre lo leyó, miró los dibujos y con un rápido movimiento lo lanzó al fuego de la chimenea. «Pero no me importó», declaró, «porque siempre he perdido el interés en mis escritos tan pronto como los termino». «Debo haber escrito unas nueve o diez historias al año hasta la época de mi primer matrimonio».
Durante su vida, Janet escribió más de treinta novelas de distintos géneros que en su época fueron bestsellers. Pero su trabajo fue ignorado y no empezó a ser publicado hasta que ella tuvo treinta y ocho años.
Se casó cuatro veces y tuvo dos hijas. Su primer y tercer matrimonio terminaron en divorcio. La riqueza generada por las elevadas ventas de sus libros la llevaron finalmente a una amarga batalla legal con su hija mayor.
En 1918 contrajo matrimonio con William Fairfax Combs, a quien Caldwell alguna vez calificó como un holgazán. Tuvieron una hija, Mary Margaret. Janet tenía que contribuir al soporte de la familia para lo cual trabajó para distintos Departamentos del Estado de Nueva York en Buffalo: en 1923 como periodista de la corte del Departamento del Trabajo; en las oficinas del Departamento del Trabajo y en las de Inmigración; en 1924 fue miembro del Consejo de Investigaciones Especiales del Departamento de Justicia.
El matrimonio duró hasta 1931, año en que Caldwell obtuvo tres certificados que ella llamó «mis pasaportes a la libertad»: el certificado de bachiller en arte de la Universidad de Buffalo (a la que había asistido a sus cursos nocturnos); el decreto de divorcio de Combs; y el certificado de matrimonio con Marcus Reback, quien había sido su jefe en el Departamento de Inmigración.
En 1932 tuvo una segunda hija, Judith Ann. El nuevo matrimonio le permitió dejar su trabajo de oficina y dedicar el poco tiempo disponible que tenía como esposa y madre a la actividad literaria.
En 1938, con la colaboración de su marido Marcus Reback, escribió su primera novela: Dinastía de la Muerte. Para esa fecha Caldwell tenía varias novelas inéditas y debió escoger un nombre con que firmarlas. Sus editores encontraron que un nombre de mujer no era apropiado para una novela con ese título, por lo que sugirieron emplear el de Taylor Caldwell, que parecía más masculino, así como no colocar una fotografía de la autora en la edición.
Taylor Caldwell continuó escribiendo y editando sin cesar en los próximos años: en 1940 llegó a las librerías Las águilas se reúnen (bajo el seudónimo de Max Reiner), seguidos por La tierra del señor (1941), una novela histórica sobre Gengis Kan; El tiempo ya no existe (1941), La plaza fuerte (1942),  Este lado de la inocencia (1946), Melissa (1948), Ni vencedores, ni vencidos (1954), Medico de cuerpos y almas (1959), novela histórica sobre San Lucas; La columna de hierro (1965), novela histórica sobre Cicerón; Testimonio de dos hombres (1968), El gran león de dios (1970), novela histórica sobre San Pablo; Capitanes y reyes (1972), historia sobre el sueño americano de una familia de inmigrantes irlandeses que tuvo una exitosa adaptación a teleserie, y en 1980 su última novela, Responde como un hombre.
También colaboró con Jess Stearn en La leyenda de Atlántida (1975) y Yo, Judas (1977), novela histórica sobre este personaje.
En 1967 quedó casi sorda y en 1970 su segundo matrimonio terminó con la muerte de Reback.
En 1972 contrajo matrimonio con William E. Stancell, de quien se divorció al año siguiente. En 1978 contrajo matrimonio con Robert Prestie, lo que provocó la reacción adversa de su familia, especialmente de su hija mayor, a causa de la gran diferencia de edad entre ambos.
En 1974, sufrió un primer derrame cerebral y se trasladó con su marido a vivir en Greenwich, Connecticut. Sus médicos le prohibieron fumar; había estado fumando de tres a cuatro cajetillas diarias. A raíz del traslado a Greenwich, su hija presentó una demanda alegando que este había sido contra la voluntad de Janet; el caso fue retirado ante la aseveración de la propia Caldwell de que ella había sugerido el traslado.  
Continuó escribiendo hasta mayo de 1980 en que sufrió un segundo derrame que la dejó incapacitada de hablar. Murió en su casa el viernes 30 de agosto de 1985, a los 84 años de edad, por una insuficiencia pulmonar causada por el avanzado cáncer de pulmón que padecía.

## Novelas
- Dinastía de la muerte (1938)

- Las águilas se reúnen (1940)
- La tierra del señor: Genghis Khan, el poderoso emperador de los Mongoles (1940)
- El tiempo ya no existe (1941)
- La plaza fuerte (1942)
- El brazo y la oscuridad (1943)
- Los Turnbulls (1943)
- La hora final (1944)
- La casa grande (1945)
- Este lado de la inocencia (1946)
- Hubo un tiempo (1947)
- Melissa (1948)
- Que el amor llegue al final (1949)
- La rueda de equilibrio (1951) / Reino Unido título La belleza se ha desvanecido (1951)
- El abogado del diablo (1952)
- El matrimonio de Maggie (1953)
- Ni vencedores, ni vencidos (1954)
- Tus pecados y los míos (1955)
- Una tierna y apacible victoria (1956)
- El sonido del trueno (1957)
- Medico de cuerpos y almas (1959)
- El que escucha (1960)
- Prólogo al amor (1961)
- La difunta Clara Beame (1963)
- La abuela y los sacerdotes (1963) / Reino Unido título Para ver la gloria (1963)
- La columna de hierro (1965)
- Ángel malvado (1965)
- Solo él sabe escuchar (1966)
- Diálogos con el diablo (1967)
- Testimonios de dos hombres (1968)
- El gran león de dios (1970)
- Una juventud difícil (1971)
- Capitanes y reyes (1972)
- Mirar y pasar (1973)
- Gloria y esplendor (1974)
- La leyenda de Atlántida (1975) (con Jess Stearn)
- Ceremonia de los inocentes (1976)
- Yo, Judas (1977) (con Jess Stearn)
- La espléndida corriente (1978)
- Responde como un hombre (1980)